# إميليو غونزاليس فيرين
إميليو غونزاليس فيرين (بالإسبانية: Emilio González Ferrín)‏ (‏ 1965، سيوداد ريال) مستعرب ومؤرخ إسباني.

## سيرة ذاتية
هو دكتور وأستاذ في الفكر العربي والإسلامي في جامعة إشبيلية، حيث يترأس قسم اللغات الحديثة ومرصد البحر الأبيض المتوسط، كما عمل أستاذًا زائرًا في جامعات القاهرة وعمان ودمشق. وهو من أتباع فكر المؤرخ إجناسيو أولاغوي. ألف كتاب تاريخ الأندلس العام (2006) و الكلمة المنزلة: مدخل في القرآن (2002) الذي حصل على جائزة خوفيانوس للمقالة عام 2002، بالإضافة إلى كتب ومقالات عديدة. كما اهتم بتاريخ الشطرنج والحوار العربي الأوروبي.

## فكره
تبنيه لفكر إغناسيو أولاغوي (صاحب كتاب العرب لم يغزوا الأندلس) وأميريكو كاسترو جعله يتوسع ويتعمق في أطروحتهما. ويقول في تاريخه العام للأندلس أنه لم يحصل غزو إسلامي لشبه الجزيرة الايبيرية بالمعنى الدقيق للكلمة، عكس ما تقول الرواية التقليدية، أي في 711، لأنه لم يدون بعد في تلك الفترة لا القرآن ولا الحديث، واللغة العربية كان ينتظرها قرن من الزمن حتى تتحول إلى لغة عالمية. ومن دخلوا إيبيريا بين 711-756، حسب استنتاج المؤرخ، لم يكونوا يتكلمون العربية ولا يؤمنون بالإسلام، بل ما جرى كان حربا أهلية قسمت شبه الجزيرة الإيبيرية، ومن دخلوها لم يكونوا لا بربرا ولا عربا: بل قوات مرتزقة من شمال أفريقيا من القوط الغربيين والبيزنطيين والفاندال وغيرهم. وأن الذين تنازعوا هم الملوك القوط الغربيين ويتيزيا ورذريق، وأبناء ويتيزيا كانوا يسيطرون على المدن. كما ينفي المؤرخ فكرة الاسترداد كمشروع: لأنه يعتبر خسارة أرض إسبانيا واسترجاعها لاحقا مجرد أسطورة لا تستند إلى أسس علمية. ويعتبر عصر النهضة الأوروبي الأول بدأ في الأندلس، وهو منتوج أوروبي خالص، ويبرر ذلك بمنع وحظر كتب ابن رشد في جامعة السوربون في باريس القرن الثالث عشر، وليس في القاهرة، حيث لم يكن يُقرأ، حسب قول الباحث. وبالإضافة إلى ذلك، يرى أن الثقافة الأوروبية الأندلسية تركت بصمة يهودية قوية: كل يهود الأندلس كانوا يكتبون باللغة العربية. ويصنف المؤرخ من ينكرون الأندلس في خانة «العقدة الإسبانية» (وهو نقاش فكري حول ما هي الهوية الوطنية الإسبانية). ويرى أنه لم تكن هناك ثلاث ثقافات، بل ثقافة واحدة وثلاث ديانات.

## مؤلفات
- Desde la Universidad. Sevilla,. Universidad de Sevilla. Secretariado de Publicaciones. 2008. ISBN 978-84-472-11
- Historia General de al-Andalus. Córdoba. Almuzara. 2006. ISBN 84-88586-81-7
- Rumbo al Renacimiento. Sevilla. Fundación Corporación Tecnológica de Andalucía. 2007
- Las Rutas del Islam en Andalucía. Sevilla. Fundación José Manuel Lara. 2004. ISBN 84-96152-44-8
- La Palabra Descendida: un Acercamiento al Corán. Oviedo. Nobel. 2002. 257. ISBN 84-8459-082-8
- El Modernismo de محمد عبده. Madrid. Instituto Egipcio de Estudios Islámicos. 2000. 243. ISBN 84-931366-0-3
- Salvaciones Orientales. Sevilla. Ediciones Guadalquivir. 1999. ISBN 84-8093-063-2
- El شطرنج en la Córdoba Omeya. Córdoba. Grupo Joly. 1998. 75
- Documentos del Diálogo Euro-Árabe. Sevilla. Secretariado de Publicaciones de la Universidad de Sevilla. 1997. ISBN 84-472-0370-0
- El Diálogo Euro-Árabe. Madrid. Agencia Española de Cooperación Internacional. 1997. 365. ISBN 84-7232-768-X
- El Mediterráneo. Sevilla. Universidad de Sevilla. Secretariado de Publicaciones. 1997. ISBN 84-472-0385-9